# Diogenit

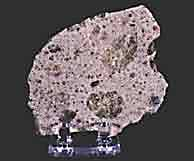
Diogenit z Johnstown w stanie Kolorado

Diogenit – typ meteorytu kamiennego należącego do achondrytów. Jest skałą magmową, w której skład wchodzą głównie pirokseny. Diogenity wchodzą w skład podgrupy achondrytów nazywanej też HED, do której zaliczają się jeszcze howardyty i eukryty. Badania meteorytów zaliczanych do diogenitów wykazały, że tworzyły się one pod powierzchnią planetoid.